# Gran Premi dels Estats Units del 1974
Resultats del Gran Premi dels Estats Units de Fórmula 1 de la temporada 1974, disputat al circuit de Watkins Glen el 6 d'octubre del 1974.

## Resultats de la cursa
| Pos | No | Pilot                | Equip                        | Voltes | Temps/ Retir.      | Pos. de sort. | Punts |
| --- | -- | -------------------- | ---------------------------- | ------ | ------------------ | ------------- | ----- |
| 1   | 7  | Carlos Reutemann     | Brabham - Ford               | 59     | 1h 40' 21. 439     | 1             | 9     |
| 2   | 8  | Carlos Pace          | Brabham - Ford               | 59     | + 10.735 s         | 4             | 6     |
| 3   | 24 | James Hunt           | Hesketh - Ford               | 59     | + 1' 10.384 min.   | 2             | 4     |
| 4   | 5  | Emerson Fittipaldi   | McLaren - Ford               | 59     | + 1' 17.753 min.   | 8             | 3     |
| 5   | 28 | John Watson          | Brabham - Ford               | 59     | + 1' 25.804 min.   | 7             | 2     |
| 6   | 4  | Patrick Depailler    | Tyrrell - Ford               | 59     | + 1' 27.506 min.   | 13            | 1     |
| 7   | 33 | Jochen Mass          | McLaren - Ford               | 59     | + 1' 30.012 min.   | 20            |       |
| 8   | 26 | Graham Hill          | Lola - Ford                  | 58     | + 1 Volta          | 24            |       |
| 9   | 15 | Chris Amon           | BRM                          | 57     | + 2 Voltes         | 12            |       |
| 10  | 17 | Jean-Pierre Jarier   | Shadow - Ford                | 57     | + 2 Voltes         | 10            |       |
| 11  | 11 | Clay Regazzoni       | Ferrari                      | 55     | + 4 Voltes         | 9             |       |
| 12  | 27 | Rolf Stommelen       | Lola - Ford                  | 54     | + 5 Voltes         | 21            |       |
| Ret | 1  | Ronnie Peterson      | Lotus - Ford                 | 52     | Probl. combustible | 19            |       |
| NC  | 22 | Mike Wilds           | Ensign - Ford                | 50     | No classificat     | 22            |       |
| NC  | 16 | Tom Pryce            | Shadow - Ford                | 47     | No classificat     | 18            |       |
| Ret | 3  | Jody Scheckter       | Tyrrell - Ford               | 44     | Prob. combustible  | 6             |       |
| Ret | 20 | Arturo Merzario      | Williams Iso Marlboro- Ford  | 43     | Part elèctrica     | 15            |       |
| Ret | 12 | Niki Lauda           | Ferrari                      | 38     | Suspensions        | 5             |       |
| Ret | 21 | Jacques Laffite      | Williams Iso Marlboro - Ford | 31     | Motor              | 11            |       |
| Ret | 66 | Mark Donohue         | Penske - Ford                | 27     | Suspensions        | 14            |       |
| Ret | 18 | José Dolhem          | Surtees - Ford               | 25     | Retirat            | 26            |       |
| Ret | 10 | Vittorio Brambilla   | March - Ford                 | 21     | Prob. combustible  | 25            |       |
| Ret | 19 | Helmuth Koinigg      | Surtees - Ford               | 9      | Accident Mortal    | 23            |       |
| Ret | 2  | Jacky Ickx           | Lotus - Ford                 | 7      | Suspensions        | 16            |       |
| DSQ | 31 | Tim Schenken         | Lotus - Ford                 | 6      | Desqualificat      | 27            |       |
| DSQ | 55 | Mario Andretti       | Parnelli - Ford              | 4      | Desqualificat      | 13            |       |
| Ret | 6  | Denny Hulme          | McLaren - Ford               | 4      | Motor              | 17            |       |
| NVQ | 9  | Hans Joachim Stuck   | March - Ford                 |        |                    |               |       |
| NVQ | 42 | Ian Ashley           | Brabham - Ford               |        |                    |               |       |
| NVQ | 14 | Jean-Pierre Beltoise | BRM                          |        |                    |               |       |

## Altres
- Pole: Carlos Reutemann 1' 38. 978

- Volta ràpida: Carlos Pace 1' 40. 608 (a la volta 54)